# Джадамба Нарантунгалаг
Джадамба Наратунгалаг (нар. 16 грудня 1975, Бугат) — монгольський професійний боєць, що виступав у промоушенах World Victory Road, K-1 MAX, Art of War Fighting Championship та World Victory Road.
У кікбоксингу змагався проти таких бійців як Масато, Буакав та Альберт Краус.

## Біографія
Народився і виріс у профінції Булаг, Монголія. В дитинстві займався дзюдо, у підлітковому віці - кіокушинкай карате. По приїздзі в Японію займався кікбоксингом і бразильським джиуджитсу.

## Кар'єра у ММА
Професійний дебют відбувся у 2004 році, у ньому він програв нокаутом японцю Наріфумі Ямамото. Через два роки програв ще один бій, тепер вже одностороннім рішенням. 
Проте, наступних чотири поєдинки було виграно і він підписав контракт з Sengoku Raiden Championship. Паралельно цьому, виграв турнір в Монголії по ММА 2010 року.
Після підписання контракту, на Sengoku Raiden Championship 14 зустрівся з ветераном Pride FC и UFC Акіхіро Гоно та виграв поєдинок одностороннім рішенням. Після цього здобув ще три перемоги, доки, 27 квітня 2013 на Legend FC 11 не програв потужному японцю Коджі Андо нокаутом.
У квітні 2014 підписав контрокт з сінгапурським промоушеном ONE Championship. У дебютному поєдинку переміг колишнього чемпіона у напів легкій вазі Ноноріо Банаріо.
На ONE FC 19 переміг свого суперника Коджі Оіші і став новим чемпіоном у напів легкій вазі.
На ONE FC 34 програв титул російському спортсмену даргінського походження Марату Гафурову.
У 2016 році переміг двох суперників, ще раз зустрівся з Гафуровим і знову програв.

## Статистика
| Професійна кар'єра бійця |            |           |
| Боїв 18                  | Перемог 18 | Поразок 0 |
| Нокаут                   | 8          | 0         |
| Здача                    | 8          | 0         |
| Рішення суддів           | 2          | 0         |

| Результат | Рекорд | Суперник           | Спосіб                 | Турнір                                                       | Дата              | Раунд | Час  | Місце                  | Примітки             |
| --------- | ------ | ------------------ | ---------------------- | ------------------------------------------------------------ | ----------------- | ----- | ---- | ---------------------- | -------------------- |
| Поразка   | 12-5-0 | Марат Гафуров      | Технічне підкорення    | ONE Championship: Defending Honor                            | 11 жовтня 2016    | 1     | 4:51 | Калан, Сінгапур        |                      |
| Перемога  | 12-4-0 | Ерік Келлі         | Рішення (одностороннє) | ONE Championship: Dynasty of Champions (Anhui)               | 2 липня 2016      | 1     | 0:44 | Аньхой, Китай          |                      |
| Перемога  | 11-4-0 | Котецу Боку        | Підкорення             | ONE Championship: Ascent To Power                            | 6 травня 2016     | 3     | 1:27 | Калан, Сінгапур        |                      |
| Поразка   | 10-4-0 | Марат Гафуров      | Підкорення             | ONE FC: Dynasty of Champions (Beijing II)                    | 21 листопада 2015 | 4     | 4:49 | Пекін, Китай           |                      |
| Перемога  | 9-3-0  | Коджі Оїші         | Рішення (Одностійне)   | ONE FC: Reign of Champions                                   | 29 серпня 2014    | 5     | 5:00 | Дубаї, ОАЕ             | Рішення (Одностійне) |
| Перемога  | 9-2-0  | Нанаріо Банаріо    | Рішення (Одностійне)   | ONE FC: Honor and Glory                                      | 30 травня 2014    | 3     | 5:00 | Каллан, Сінгапур       |                      |
| Поразка   | 8-2-0  | Коджі Андо         | TKO                    | Fighting Championship 11                                     | 30 березня 2013   | 3     | 0:47 | Куала-Лумпур, Малайзія |                      |
| Перемога  | 7-2-0  | Юй Чул Нам         | Підкорення             | Legend Fighting Championship 8                               | 30 березня 2012   | 2     | 0:58 | Гон Конг, Китай        |                      |
| Перемога  | 6-2-0  | Андріан Панг       | Рішення (Одностійне)   | Legend Fighting Championship 6                               | 30 жовтня 2011    | 3     | 5:00 | Макао, Китай           |                      |
| Перемога  | 5-2-0  | Кодзунорі Йокота   | Нокаут                 | World Victory Road Presents: Soul of Fight                   | 30 грудня 2010    | 1     | 2:03 | Токіо, Японія          |                      |
| Перемога  | 5-2-0  | Акіхіро Ґоно       | Рішення (Одностороннє) | World Victory Road Presents: Sengoku Raiden Championships 14 | 22 серпня 2010    | 3     | 5:00 | Токіо, Японія          |                      |
| Перемога  | 4-2-0  | Отнонбатар Нергул  | Підкорення             | MGL-1 - 2010 Mongolian MMA Championship                      | 12 березня 2010   | 1     | 3:57 | Улан-Батор, Монголія   |                      |
| Перемога  | 3-2-0  | Буензорінг Батмунх | Підкорення             | MGL-1 - 2010 Mongolian MMA Championship                      | 12 березня 2010   | 1     | 4:19 | Улан-Батор, Монголія   |                      |
| Перемога  | 2-2-0  | Бернунг Сакхомсін  | Підкорення             | AOW 13: Rising Force                                         | 18 липня 2009     | 1     | 2:28 | Пекін, Китай           |                      |
| Перемога  | 1-2-0  | Ватару Мікі        | Рішення (Удари руками) | Imperial                                                     | 19 вересня 2007   | 3     | 5:00 | Улан-Батор, Монголія   |                      |
| Поразка   | 0-2-0  | Тошізу Ісено       | Рішення (Удари руками) | Kokoro: Kill Or Be Killed                                    | 15 серпня 2006    | 3     | 5:00 | Токіо, Японія          |                      |
| Поразка   | 0-1-0  | Норіфумі Ямамото   | Нокаут (удар)          | K-1 World MAX 2004 Champions' Challenge                      | 13 жовтня 2004    | 1     | 1:55 | Токіо, Японія          |                      |